# Madison Hughes
Madison Hughes (26 de outubro de 1992) é um jogador de rugby sevens estadunidense.

## Carreira
Madison Hughes integrou o elenco da Seleção Estados Unidos de Rugbi de Sevens, na Rio 2016, que foi 9º colocada.